# Marthe Abran
Marthe Abran, née le 10 mars 1867 à Paris 5e et morte le 3 août 1908 à Paris 13e, est une peintre et sculptrice française.

## Biographie

### Jeunesse et éducation
Marthe-Joséphine Abrant est la fille de Charles Laurent Abrant et de Alix Amélie Saussine.
Elle a suivi des cours de dessin chez Louise Thoret à Paris en 1887.

### Carrière artistique
En 1893, 1896 et 1897, Marthe Abran participe au Salon des Champs-Elysées, dans la section peinture. Elle obtient une mention honorable en 1893 et une médaille de troisième classe en 1896. En 1897, elle est spécialiste des sujets animaliers ayant été formée par le sculpteur Emmanuel Frémiet. La presse de 1897 note en particulier son étude intitulée Tigres ou Tigre et tigresses. En 1898, elle présente à nouveau une œuvre, également remarquée par la critique. En 1901, elle présente au Salon une peinture intitulée Débardeur de charbon, quai de Paris.
Elle a également une activité de sculptrice, sur des thèmes animaliers. Elle produit un bronze Le Cerf préhistorique en  1905 (achat refusé par l'État) et des œuvres conservées par le Museum de Toulouse. Vers 1908, elle travaille dans l'atelier de Rodin (le musée Rodin conserve un plâtre d'un Lion couché,). C'est d'ailleurs là que Marthe Abran rencontre Sophie Postolska. Elle eut l'occasion de peindre avec la communauté de Zakopane où Sophie Postolska se remettait de sa tentative de suicide.
Par ailleurs, elle exerce le métier de professeur de dessin. Elle a ainsi formé son jeune beau-frère Louis Alers, qui travailla des années 1900 à la Seconde Guerre mondiale comme dessinateur pour les catalogues de grands magasins parisiens.

### Vie privée
En 1897, Marthe Abran épouse Charles Alfred Alers, ingénieur des Arts et Manufactures, français d'origine porto-ricaine.
Elle réside avenue de la Sœur-Rosalie à Paris où elle meurt le 3 août 1908.

## Postérité
Son tableau Étude de tigres est inclus dans le livre Women Painters of the World  qui donne un aperçu des femmes peintres les plus en vue jusqu'en 1905, date de publication de ce livre.

## Galerie

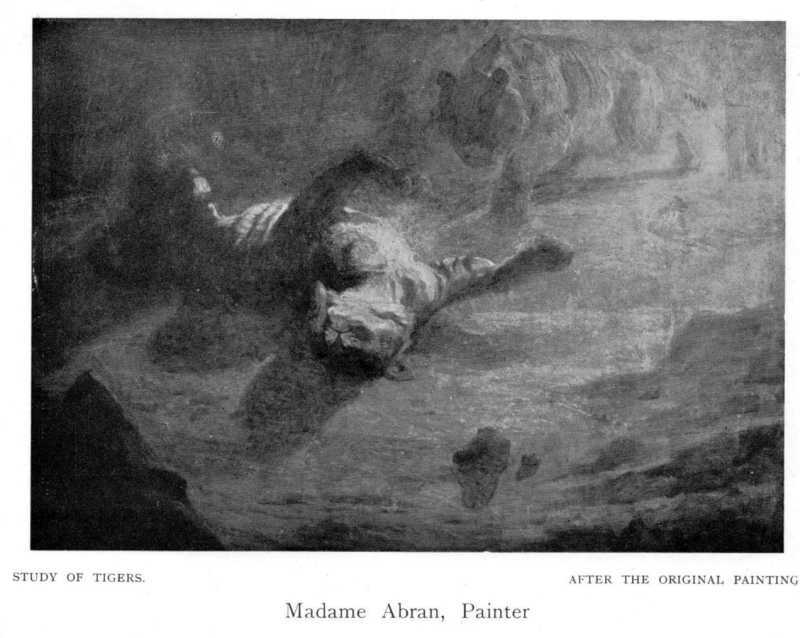
Étude de tigres (d’après le livre Women painters of the world)
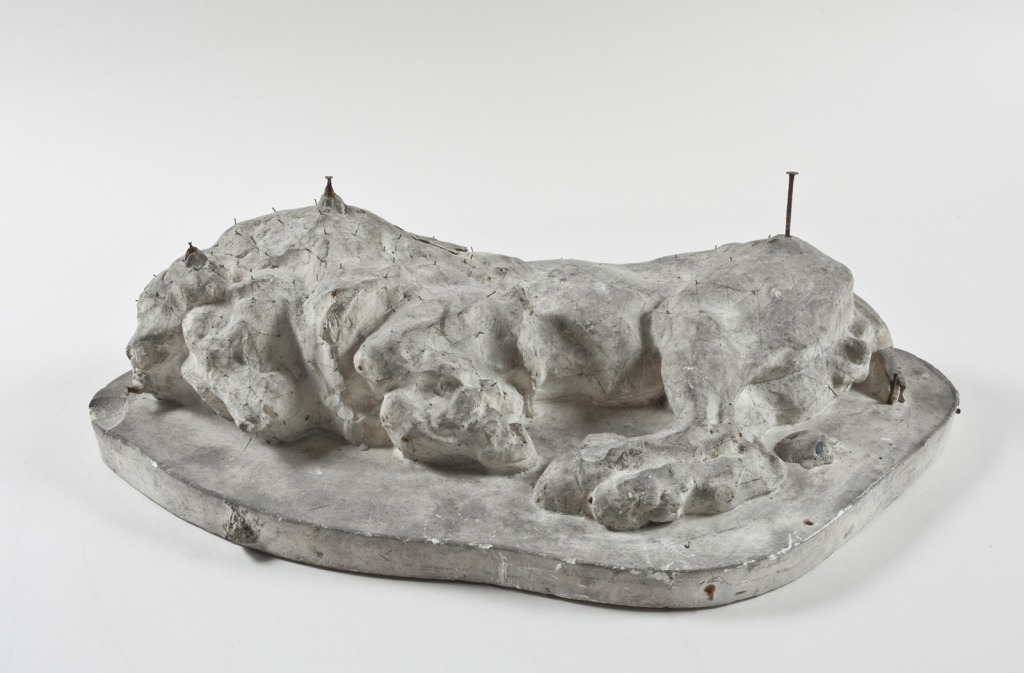
Lion couché (1908), sculpture, Musée Rodin
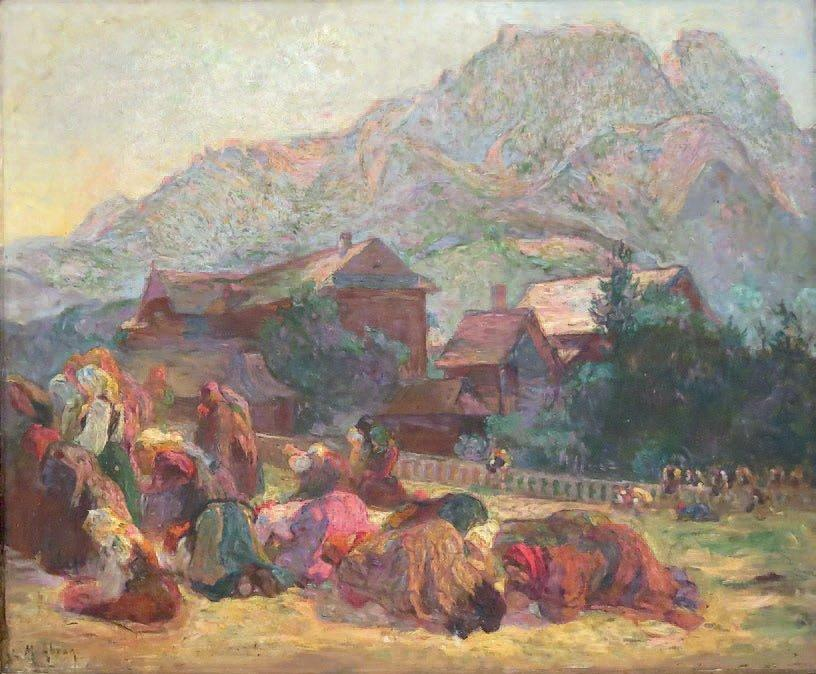
Le Salut à Zakopane, huile sur toile